# Кокин, Павел Владимирович
Павел Владимирович Кокин (21.07.1974, БАССР) — российский марафонец. Мастер спорта международного класса. В сборной команде России с 1993 г. Участник Олимпийских игр 2000, марафон, 26 место. Победитель марафона в Кливленде. Лучший результат в марафоне — 2:10.29. Лучший результат в полумарафоне -1:02.13 (Комо, 2000), 1:02.16 (Париж, 1997). 10000 м - 29.25 (Тула, 1997). Чемпион России. Спортсмен-инструктор, а затем тренер школы высшего спортивного мастерства Республики Башкортостан.
Тренировался под руководством Г. И. Алексеева.
Рост 185 см. Вес 71 кг.
Образование высшее, завершил факультет физической культуры (ФФК) Башгоспедуниверситета. Выступает за Российскую Армию.

## Награды
Почетная грамота Республики Башкортостан